# Carl Mortensen
Carl Mortensen (n. 2 martie 1919, Christiania, Norvegia – d. 1 noiembrie 2005, Oslo, Norvegia) a fost un sportiv ce a reprezentat Norvegia, medaliat olimpic. A participat la o ediție a Jocurilor Olimpice (1952) în care a câștigat o medalie de argint.